# 지아 우즈
지아 우즈(Gia Woods, 1996년 5월 22일 ~ )는 미국의 싱어송라이터이다.

## 음반 목록

### EP
- Cut Season (2020)
- Heartbreak County, Vol 1. (2021)